# 林鎮區 (愛荷華州達拉斯縣)
林鎮區（英語：Linn Township）是位於美國愛荷華州達拉斯縣的一個行政鎮區。

## 地方資料
根據2010年美國人口普查的數據，林鎮區的面積為93.71平方千米，當中陸地面積為93.71平方千米，而水域面積為0.00平方千米。當地共有人口584人，而人口密度為每平方千米6.23人。